# جوزيبي جويريني
جوزيبي جويريني (بالإيطالية: Giuseppe Guerini)‏ مواليد 14 فبراير 1970 في إيطاليا، هو دراج إيطالي سابق في صنف سباق الدراجات على الطريق.

## سجل النتائج

### سباقات أو مراحل فاز بها
- طواف فرنسا
- طواف إيطاليا

## وصلات خارجية
- الموقع الرسمي

## روابط خارجية
- جوزيبي جويريني على موقع الاتحاد الدولي للدراجات (الإنجليزية)
- جوزيبي جويريني على موقع أرشيف الدراجات (الإنجليزية)
- جوزيبي جويريني على موقع إحصائيات الدراجات الإحترافية (الإنجليزية)
- جوزيبي جويريني على موقع نسبة الدراجات (الإنجليزية)
- جوزيبي جويريني على موقع CycleBase (الإنجليزية)